# CDM-biblioteket
CDM-biblioteket är en skönlitterär bokserie som utges av Per Olaisen Förlag. I serien publiceras novellsamlingar och antologier med anknytning till deckare och spänningslitteratur (Crime, Detection och Mystery).
| Volym | Titel                                      | Författare / Översättare          | Utgivningsår |
| ----- | ------------------------------------------ | --------------------------------- | ------------ |
| 1     | Styva linan och andra kriminalnoveller     | Ulf Durling                       | 1996         |
| 2     | Tid för brott                              | Antologi                          | 1997         |
| 3     | Problemjägaren                             | Julius Regis                      | 1998         |
| 4     | Omslag                                     | Mattias Holmesson                 | 1998         |
| 5     | Dö i Norden och andra berättelser om brott | K. Arne Blom                      | 1999         |
| 6     | Bencolin                                   | John Dickson Carr / Bertil Falk   | 2000         |
| 7     | Sherlock Holmes i Stockholm                | Sven Sörmark                      | 2001         |
| 8     | Fem fall för kommissarie Thorén            | Richard W. Bergh                  | 2001         |
| 9     | Att stjäla en djurpark och andra stölder   | Antologi                          | 2002         |
| 10    | Tankemaskinen                              | Jacques Futrelle / Bertil Falk    | 2002         |
| 11    | Shamrock Jolnes äventyr                    | O. Henry / Mattias Boström        | 2003         |
| 12    | Pusselbitar                                | Gösta Gillberg                    | 2003         |
| 13    | Ett steg i rätt riktning                   | Ulf Durling                       | 2003         |
| 14    | Fem berättelser                            | Per Olaisen och Mattias Holmesson | 2013         |